# Playing for Keeps
Pour plus de détails, voir Fiche technique et Distribution.
Playing for Keeps est un film américain de Harvey et Bob Weinstein sorti en 1986.
Considéré comme le seul film réalisé par Harvey Weinstein, il est « redécouvert » après l'affaire Harvey Weinstein et jugé éclairant sous certains aspects.

## Synopsis
Trois copains new-yorkais entreprennent de retaper un hôtel en Pennsylvanie dont l’un d’eux a hérité...

## Fiche technique
- Titre original : Playing for Keeps
- Titre français : Playing for Keeps
- Réalisation :  Harvey et Bob Weinstein
- Scénario : Jeremy Leven, Harvey et Bob Weinstein
- Direction artistique : Waldemar Kalinowski
- Décors : Steven Miller, Florence Fellman
- Costumes : Aude Bronson-Howard
- Photographie : Eric Van Haren Noman
- Son : Lawrence Helman
- Montage : Gary Karr et Sharyn Ross (image), Kevin Lee et Jeffrey Stern (son)
- Musique : George Acogny et Daniel Bechet
- Production : Alan Brewer, Harvey et Bob Weinstein
- Société(s) de production : Miramax, Playing for Keeps
- Société(s) de distribution : J&M Entertainment, Universal Pictures
- Pays de production :  États-Unis
- Langue originale : anglais
- Format : couleur — 35mm (Panavision) — 1,85:1  — son Dolby stéréo
- Genre : comédie
- Durée : 102 minutes (1h42)
- Dates de sortie :
  - États-Unis : 3 octobre 1986
  - France : 15 mai 1986 (festival de Cannes)

## Distribution
- Daniel Jordano : Danny d'Angelo
- Matthew Penn : Spikes McClanahan
- Leon W. Grant : Silk Davis
- Mary B. Ward : Chloe Hatcher
- Marisa Tomei : Tracy
- Jimmy Baio : Steinberg
- Harold Gould : Robert Kennica (Rockefeller G. Harding)
- Kim Hauser : Marie
- William Newman : Joshua
- Robert Milli : Henry Cromwell
- John Randolph Jones : Sheriff Billy Sullivan
- Raymond Barry : Mr. Hatcher, le père de Chloe
- Hildy Brooks : la mère de Danny
- Timothy Carhart : Emmett
- Philip Kraus : Art Lewis
- David Lipman : Bank Buddy

## Bande originale
1. Life to Life - Pete Townshend
2. It's Not Over - Chris Thompson
3. Distant Drums - Peter Frampton
4. It's Gettin' Hot - Eugene Wilde
5. Think We're Gonna Make It - Hinton Battle
6. We Said Hello, Goodbye (Don't Look Back) - Phil Collins
7. Here to Stay - Sister Sledge
8. Say the Word - Arcadia
9. Make a Wish - Joe Cruz
10. Stand by Me - Julian Lennon